# Luka Natali
Luka Natali Ragusinus, (Dubrovnik - Nijemci 19. siječnja 1720.), beogradski biskup, generalni vikar u Srijemu i vanjski vikar pečuške biskupije, apostolski vikar zemalja pod turskom okupacijom.

## Školska izobrazba
Luka Natali započeo je svoju naobrazbu u kolegiju Kongregacije za širenje vjere u Loretu. U kolegij je došao 18. srpnja 1672. iz Nijemaca. Prisegu članstva u kolegiju položio je 20. siječnja 1673. te započinje gimnazijsku formaciju. Studij filozofije započeo je 3. studenog 1675. a 1677. započinje studij teologije i morala. Završivši studij 24. srpnja 1680. napušta kolegiji i vrača se u domovinu.

## Službe i ređenja
Tonzuru i četiri niža reda (ostijarijat, lektorat, egzorcitat i akolitat)  primio je u Loretu 22. rujna 1674. Subđakonsko, đakonsko i prezbitersko ređenje podijelio mu je na Božić 25. prosinca 1679.  Lorenzo Cybo biskup Jesija.  
Tajnik Kongregacije za širenje vjere mons. Olivieri 26. studenog 1708. potvrdio je da ga se posveti za biskupa. Papa Klement XI. dopustio je 7. prosinca 1708. da mu biskupsko posvećenje podjeli samo jedan biskup uz asistenciju dvoje crkvenih dostojanstvenika. Svojim breveom 24. siječnja 1709.  papa Klement XI. potvrdio je njegovo imenovanje beogradskim biskupom. Luka Natali potvrđen je 26. siječnja 1709.  apostolskim vikarom za sve biskupije pod turskom vlašću, koje nemaju vlastitog biskupa, a nalaze se između Save, Drave, Dunava i Tise te sve do Temišvara. Biskupsko posvećenje podijelio mu je đakovački biskup Đuro Patačić u Đakovu 1709. godine.

## Pastoralno djelovanje
Luka Natali započinje svoj rad u Nijemcima. Tijekom 1683. na početku Velikog turskog rata (1683. – 1699.) piše iz Nijemaca u Rim da ga se zbog teških prilika u kojim živi premjesti u splitsku nadbiskupiju. Radi turske okupacije stanovništvo se Nijemaca preselilo o baranjsko mjesto Draž. Po povratku u Nijemce 1688. javlja se u Rim kao generalni vikar u Srijemu. U pismu Kongregaciji za širenje vjere od 4. kolovoza 1696. izvještava da su ga već dva puta na smrt osudili nabijanjem na kolac ispred crkve sv. Stjepana kralja u Nijemcima. Radi takvog ozračja Natali se sklonio u Pečuh. Vratit će se u Nijemce 1701. godine. Prisustvovao je u svibnju 1706. biskupijskoj sinodi u Đakovo|Đakovu koju je vodio biskup Đuro Patačić. Tijekom 1708. izabran je za Beogradska biskupija|beogradskog biskupa, a biskupsko posvećenje primio je od đakovačkog biskupa Đure Patačića 1709. Luka Natali imao je svoju kuriju i zemljište u Vukovaru, a svoju biskupsku službu vršio je na razne načine. 1714. godine odlazi iz Slavonije u Budim za pomoćnog biskupa, ostorogonskom nadbiskupu Kristijanu Augustu de Saxoniae te se vrača 1718. Dijelio je sakramente te blagoslivljao zvona u Maloj Vašici, Lovasu, Svinjarevcima, Županji, Vinkovcima i Ivankovu,a 1718. godine blagoslovio je crkvu u Dardi. Svojim generalnim vikarom imenovao je Andriju Natalia, župnika u Nijemcima.

## Kraj života
Luka Natali umro je 19. siječnja 1720. o čemu je Kongregaciju za širenje vjere obavijestio njegov nećak Andrija Natali župnik u Nijemcima, svojim pismom iz Vukovar 25. siječnja 1720. Pokopan je u Nijemcima u crkvi sv. Stjepana kralja, a obrede je predvodio pečuški veliki prepozit Gabrijel Bakić de Lak.

## Materijalna ostavština
Dio njegove imovine (biskupsku mitru i dalmatike) darovao je Andrija Natali pečuškoj katedrali, a zemljište i kuriju u Vukovaru darovao je Andrija Natali franjevcima za izgradnju crkve i samostana sv. Filipa i Jakova, ostala imovina darovana je župi u Nijemcima. Tijekom 1810. državne vlasti su htjele oduzeti srebrni biskupski štap Luke Natalia koji se čuvao u Nijemcima ali ih je u tom preduhitrio tadašnji župnik Đuro Sertić, koji je napravio od njega jedan srebrni križ (pacifikal), kadionicu s lađicom, tri posude za sveto ulje i dvije posude za bolesničko pomazanje. Tijekom rušenja crkve sv. Stjepana kralja 1893. godine uništen je kameni epitaf biskupa Luke Natalija. 